# بورووا (ناحیه ناخود)
بورووا (به چکی: Borová) یک منطقهٔ مسکونی در جمهوری چک است که در ناحیه ناخود واقع شده‌است. بورووا ۳٫۰۷ کیلومتر مربع مساحت و ۲۱۱ نفر جمعیت دارد و ۶۱۲ متر بالاتر از سطح دریا واقع شده‌است.